# トゥティ・ユスポワ
トゥティ・ユスポワ（Тути Юсупова、1880年7月1日? - 2015年3月28日）は、ウズベキスタン在住だった長寿の女性。没時の年齢は134歳とされる。

## 人物
1880年7月1日、ヒヴァ・ハン国に生まれたとされる。9歳の頃から農場で働き、1898年に結婚した。1940年に死去した夫との間に2人の子供をもうける。
彼女は「第一次世界大戦の時には既に2人の子供を持っていた」「当時のことを非常によく覚えている。集団化の時、私たちは大いに苦しんだ。しかし、困難に恐れたことはなかった。畑を耕し、溝を敷き、綿を摘み、肥料を売ったりすることに多忙だった。私は常に働き、動いていた。医者に診てもらう必要がなかったのも、それに起因する。」と語っている。
その後は孫娘と一緒に住み、テレビなどを見て楽しんでいた。彼女は自身の長寿の秘訣について「正直で、勤勉であること」を挙げている。
ロイターは独立記念日の一環としてセンテナリアンの研究を行う際、ウズベキスタン自由民主党が2009年の彼女の年齢を明らかにしたと述べた。これが正しければジャンヌ・カルマンより当時10歳年上だった。
2010年にはドキュメンタリー番組の撮影も行われた。
2015年3月28日、134歳270日で死去。また、この数日後には世界最高齢だった大川ミサヲが死去している。